# Witwenpalais (Plön)

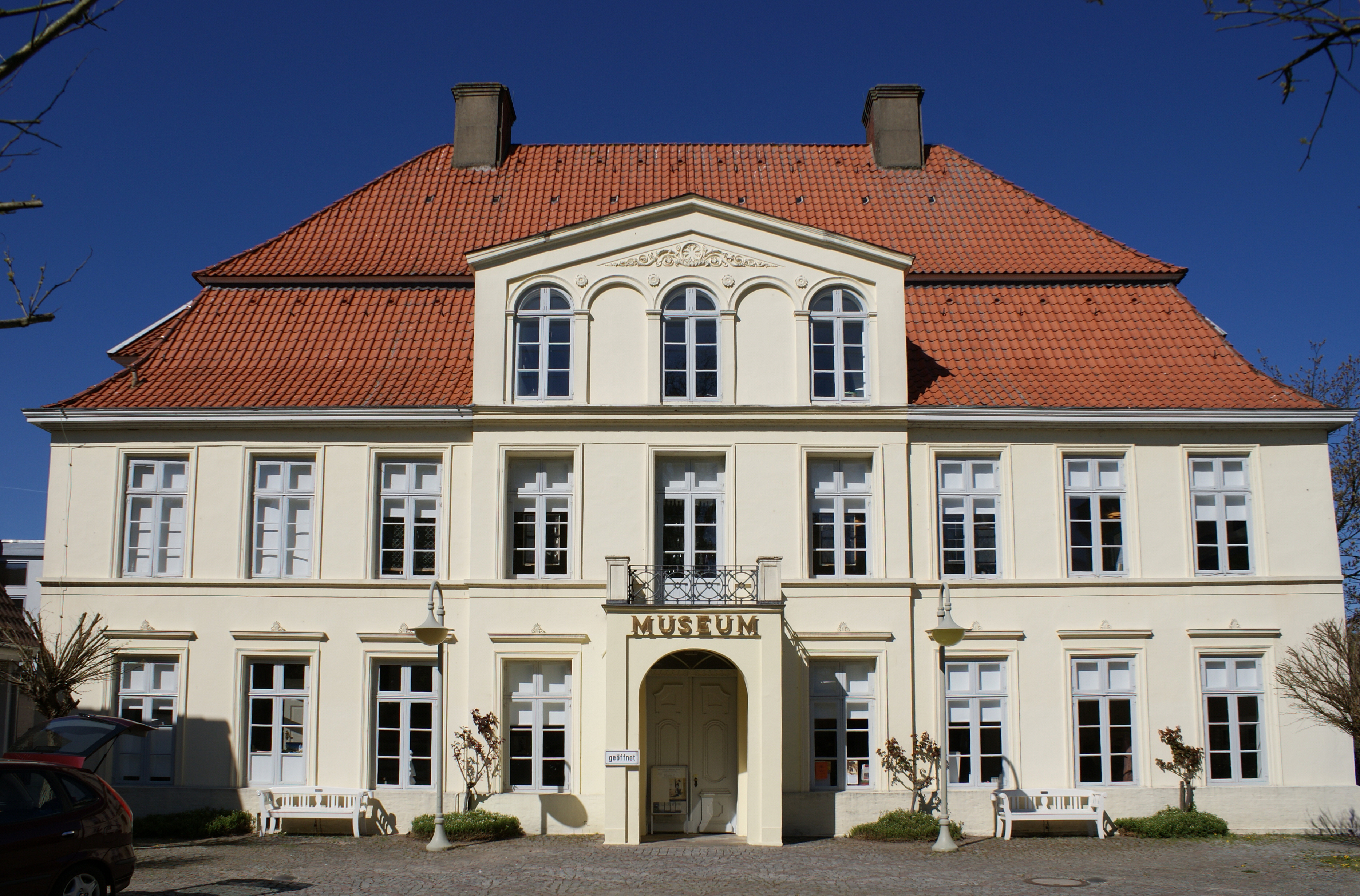
Das ehemalige Witwenpalais in Plön

Das herzogliche Witwenpalais in Plön in Schleswig-Holstein war der Witwensitz der Herzogin Dorothea Christine. Das Bauwerk diente während seiner Geschichte unter anderem auch als Waisenhaus und wurde mehrfach umgebaut. Heute beherbergt es das Kreismuseum des Kreises Plön, das 1955 gegründet wurde, mit der norddeutschen Glassammlung.

## Geschichtlicher Überblick
Das spätere Witwenpalais ging aus einem Adelshof des Mittelalters hervor, der erstmals um 1385 bezeugt wurde und als Burglehen des nahen Plöner Schlosses diente. Das ursprüngliche Gebäude wurde um 1540 erneuert und diente unter den Plöner Herzögen unter anderem ab 1685 als Waisenhaus. Ab 1756 wurde es zum Witwensitz für Dorothea Christine, der Mutter des Herzogs Friedrich Karl ausgebaut, im 19. Jahrhundert nahm das Palais die Hofapotheke auf. Seit dem 20. Jahrhundert beherbergt der Bau das Kreismuseum des Kreises Plön.
Das tonnenüberwölbte Kellergeschoss des Palais stammt noch von 1540, danach wurde das Gebäude mehrfach aus- und umgebaut. Weitere Änderungen an der Bausubstanz wurden 1639 und 1685 vorgenommen, seine heutige Gestalt in barocken Formen erhielt das Gebäude weitgehend um 1756, wenngleich die Front um 1842 klassizistisch überformt wurde. Das Palais ist ein zweigeschossiger Bau unter einem hohen Mansarddach. Der neunachsige Bau zeigt in Richtung der Stadt eine verputzte Fassade, die übrigen Fassaden sind backsteinsichtig. Das Innere ist durch die Umgestaltung des 19. Jahrhunderts geprägt, im Obergeschoss blieb jedoch der zum Garten ausgerichtete Rokoko-Festsaal von 1756 erhalten.